# (1426) Riviera
(1426) Riviera es un asteroide perteneciente al cinturón de asteroides descubierto el 1 de abril de 1937 por Margueritte Laugier desde el Observatorio de Niza, Francia.

## Designación y nombre
Riviera fue designado al principio como 1937 GF.
Posteriormente se nombró por la Riviera francesa, otro nombre de la Costa Azul.

## Características orbitales
Riviera está situado a una distancia media del Sol de 2,582 ua, pudiendo alejarse hasta 2,997 ua y acercarse hasta 2,167 ua. Su inclinación orbital es 9,064° y la excentricidad 0,1607. Emplea en completar una órbita alrededor del Sol 1515 días.